# Produto (marketing)
Produto, em administração e marketing, é um conjunto de atributos, tangíveis ou intangíveis, constituído através do processo de produção, para atendimento de necessidades reais ou simbólicas, e que pode ser negociado no mercado, mediante um determinado valor de troca, quando então se converte em mercadoria.
Portanto, como produtos, consideramos bens físicos (furadeiras, livros, etc), serviços (cortes de cabelo, lavagem de carro, etc.), eventos (concertos, desfiles, etc.), pessoas (Pelé, George Bush, etc.), locais (Havaí, Veneza, etc.), organizações, (Greenpeace, Exército da Salvação, etc.) ou mesmo ideias (planejamento familiar, direção defensiva, etc.)
Segundo Kotler e Armstrong, produto é qualquer coisa que possa ser oferecida a um mercado para atenção, aquisição, uso ou consumo, e que possa satisfazer um desejo ou necessidade.
O produto é o primeiro elemento do composto mercadológico: todos os demais componentes dependem do estudo e conhecimento do produto. A propaganda, o preço e a distribuição só podem ser definidas após um estudo do produto e da identificação de seu mercado-alvo. Assim os fatores diretamente relacionados a oferta de marketing são aqui estudados.
Quais produtos produzir e vender, quais novos produtos acrescentar, quais abandonar, em que estágio do ciclo de vida o produto se encontra, quantos produtos o portfólio deve ter, são apenas algumas das preocupações encontradas na Gestão de Produto
O consumidor optará pelo produto que considerar como o de maior valor, e para isso levará em consideração aspectos tangiveis e intangiveis que merecem a atenção dos profissionais de marketing.

## Classificação de produtos
A gestão de produtos envolve o desenvolvimento de estratégias e táticas que visam aumentar a demanda do produto (chamada de demanda primária) em relação ao Ciclo de Vida do Produto.
Uma técnica útil para entender um produto é o Sistema de Classificação Aspinwall. Ele classifica e atribui nota ao produtos baseado em cinco variáveis:
- 1) taxa de reposição - qual a frequência com que o produto é recomprado.
- 2) margem bruta - quanto lucro é obtido de cada produto (preço médio de venda menos custo unitário médio).
- 3) ajuste de objetivo do comprador - qual a flexibilidade dos hábitos de consumo dos compradores em relação a esse produto.
- 4) duração da satisfação do produto - por quanto tempo o produto irá produzir benefícios ao usuário.
- 5) duração do comportamento de busca do comprador - quanto tempo eles demorarão para comprar o produto.

## Níveis de produtos
Um produto oferecido aos clientes pode ser visto em diferentes níveis:
- Produto núcleo ou central: é o serviço essencial que o comprador está de fato adquirindo.
- Produto tangível: é constituído por suas características, estilo, qualidade, marca e embalagem.
- Produto ampliado: é o produto tangível somados os diversos serviços que o acompanham, tais como: garantia, instalação, manutenção, entrega gratuita e outros.

Há também a classificação em: benefício central, produto genérico, produto esperado, produto ampliado e produto potencial.

## Tipos de produtos
Existem vários tipos de produtos:
- produtos ao consumidor (ou bens de consumo) - usados por usuários-finais
- produtos industriais - usados na produção de outros bens
- bens de conveniência - adquiridos frequentemente e com um esforço mínimo
- bens de impulso - compra por estímulo sensorial imediato
- bens de emergência - bens necessários imediatamente
- bens de compra comparada - alguma comparação com outros bens como carros e TVs. Ou seja, são produtos que exigem um alto esforço do consumidor para comparar os requisitos e fazer uma escolha que atenda às suas necessidades.
- bens de especialidade - comparação extensiva com outros bens e uma longa busca por informações
- bens não procurados - ex. vagas em cemitérios, seguros
- bens perecíveis - bens que se deteriorarão rapidamente mesmo sem uso
- bens duráveis - bens que sobrevivem à ocasiões de múltiplo uso
- bens não-duráveis - bens que serão consumidos em um única oportunidade
- bens de capital - instalações, equipamentos e construções
- partes e materiais - bens que são agregados a um produto final
- abastecimento e serviços - bens que facilitam a produção
- commodities - bens indiferenciáveis (ex. trigo, ouro, açúcar, etc)
- produtos intermediários - resulta da fabricação de outro produto

## Aspectos tangíveis do produto
- Tamanho
- Durabilidade
- Cor
- Modelo
- Peso
- Gastos Indiretos
- Embalagem
- Rotulagem
- Limpeza
- Variedade
- Personalização
- Design

## Aspectos intangíveis do produto
- Qualidade
- Reputação
- Capricho
- Posicionamento (marketing)
- Marca
- Instalação
- Pós-Venda
- Informações/Instruções
- Manutenção
- Garantias
- Devoluções
- Imagem
- Status

## As três características básicas de um produto
Como visto, as variáveis envolvidas no Produto são muitas. Contudo existem três pontos chaves que são de inegável importância em qualquer oferta:
- Qualidade: Tem a ver com o quão perfeitamente seu produto satisfaz um desejo ou necessidade do cliente. Pesquisa e Desenvolvimento podem colaborar com a crescente qualidade de um produto. Eliminação de deficiências e fortalecimento de pontos fortes influênciam a qualidade percebida de seu produto favorecendo sua aceitação.
- Apresentação: A apresentação pode ser o diferencial numa escolha entre concorrentes. Um produto não só deve ter qualidade como deve também aparentar ter qualidade. Cores, embalagem, exposição, sem dúvida alguma influenciam na decisão de compra. A apresentação não deve apenas ser esteticamente agradável, mas deve também ser coerente com seu público-alvo.
- Marca: A construção de uma marca forte para seu produto é consequência de um relacionamento satisfatório com seu mercado-alvo. Quando esta identificação positiva se torna forte o bastante, sua marca passa a valer mais do que o próprio produto oferecido. Branding é como é chamado o conjunto de práticas e técnicas que visam a construção e o fortalecimento de uma marca.

## Etapas para o desenvolvimento de produto
- Identificação de oportunidade
- Análise do problema (levantamento de informações)
- Geração de ideias
- Triagem
- Desenvolvimento e teste do conceito
- Desenvolvimento da estratégia de marketing
- Análise financeira/comercial
- Desenvolvimento do produto
- Teste de mercado
- Comercialização

Estas etapas são exploradas em mais detalhes em Metodologia de projeto.